# Rudolf Maria Hynek
Rudolf Maria Hynek, Pseudonym Ralph Waldo Hynek (* 8. Juni 1883 in Kunstadt, Österreich-Ungarn; † 28. Juni 1952 in Prag) war ein tschechischer Arzt und Autor.

## Leben
Rudolf Hynek wurde im mährischen Kunstadt als Sohn eines Arztes geboren. Aufgewachsen war er in Brünn und Pilgrams, als Arzt praktizierte er in Prag. Hynek verfasste eine Reihe von Werken unter seinem Pseudonym bzw. als „Dr. R. W. Hynek“, in denen er die medizinischen wie religiösen Aspekte des Turiner Grabtuchs behandelt. Seine Bücher „Der Martertod Christi im Lichte der modernen medizinischen Wissenschaft“ von 1935 und „Golgotha, Wissenschaft und Mystik“ von 1936 sind die ersten deutschsprachigen Monografien über das Turiner Grabtuch, die eine weite Verbreitung fanden und in mehrere Sprachen übersetzt wurden. Zuvor waren im deutschen Sprachraum nur einige Artikel und Kleinschriften über das Turiner Grabtuch veröffentlicht worden. Daneben verfasste er Arbeiten über die Stigmatisation der Therese von Konnersreuth.

## Werke (Auswahl)
- Konnersreuth à la lumière de la science médicale et psychologique, Téqui, Paris 1929
- Der Martertod Christi im Lichte der modernen medizinischen Wissenschaft. Entdeckung des wahren Portraits Christi, Preßverein Egerland, Eger 1935
- Golgotha, Wissenschaft und Mystik. Eine medizinisch-apologetische Studie über das heilige Grablinnen von Turin, Badenia, Karlsruhe 1936
- Die Geheimnisse des göttlichen Antlitzes. Gedanken vor dem allerheiligsten Bildnisse des Herrn vom heiligen Turiner Grablinnen, Badenia, Karlsruhe 1936
- Zur Abwehr. Neuer Beitrag zur Lösung des Konnersreuther Problems, Badenia, Karlsruhe 1938
- Golgotha. Im Zeugnis des Turiner Grabtuches, Badenia, Karlsruhe 1950 (erweiterte Neuauflage von Golgotha – Wissenschaft und Mystik)
- Das Antlitz Christi auf dem Turiner Linnen – Das Vermächtnis von Golgotha. Ärztliches Dokument der Kreuzigung, Kanisius, Freiburg i. Brsg. 1950
- Das göttliche Antlitz, Badenia, Karlsruhe 1951
- Golgothas Geheimnisse und Tage der Vergeltung, Girndt, München 1951